# Allobates myersi
Allobates myersi – gatunek płaza bezogonowego z rodziny Aromobatidae.

## Taksonomia
Gatunek ten opisał w 1981 roku William F. Pyburn, nadając mu nazwę Dendrobates myersi. Miejsce typowe to okolice Wacará (wysokość 216 m n.p.m., 1°08′00″N 69°53′00″W/1,133333 -69,883333), Comisaria de Vaupés, Kolumbia. Później gatunek bywał przez różnych autorów zaliczany do rodzajów Epipedobates i Ameerega, ale od 2006 roku umieszczany jest w Allobates.

## Występowanie
Płaz ten występuje w Kolumbii w departamentach Amazonas, Caquetá i Vaupés oraz w okolicznych rejonach Brazylii w stanie Amazonas.
Zasiedla wilgotne lasy Amazonii, prowadząc lądowy i dzienny tryb życia.

## Rozmnażanie
Samica składa jaja w środowisku lądowym – w ściółce, a jej partner musi potem prawdopodobnie przetransportować kijanki do wody.

## Status
Niepospolity. W południowej części zasięgu występowania zagrożony przez rozwój hodowli bydła.